# 朱見淓
襄恭王朱見淓（1470年—1516年），明朝襄定王朱祁鏞的庶第二子，母夫人劉氏。明仁宗之曾孫。

## 生平
成化十六年（1480年）受封陽山王。後在正德十一年（1516年）過世，諡號恭和。葬於今湖北南漳縣九集鎮雙泉村。庶長子朱祐楬襲封陽山王。襄康王朱祐櫍過世，無子，嘉靖三十一年（1552年）朱祐楬的庶長子朱厚熲嗣封襄王，追封朱見淓為襄王，諡號恭。

## 家庭

### 妻室
- 王妃周氏
- 次妃嚴氏，生朱祐楬、朱祐楪[2]

### 子孫
- 庶長子：陽山榮康王→（追封）襄惠王朱祐楬
- 第二子：鎮國將軍朱祐棱[3]
  - 第一子：輔國將軍朱厚𢞚[3]
    - 第一子：朱載某，幼，未名[3]
- 第三子：鎮國將軍朱祐櫭[3]
- 第四子：鎮國將軍朱祐楣[3]
  - 第一子：輔國將軍朱厚熛[3]
    - 第一子：奉國將軍朱載垣[3]，字耘田，為《國士習公孺人李氏墓誌銘》書篆。該墓誌銘於2008年3月在襄陽市襄城區歐廟鎮李垴村習家溝出土[2]
    - 第二子：奉國將軍朱載𡋛[3]
    - 第三子：奉國將軍朱載𡍩[3]
- 第五子：鎮國將軍朱祐楪[2][3]
  - 第一子：輔國將軍朱厚炕[3]
  - 第二子：輔國將軍朱厚燐[3]
    - 第一子：朱載臻，待封[3]
    - 第二子：朱載⿰土棄，待封[3]
    - 第三子：朱載某，幼，未名[3]
    - 第四子：朱載某，幼，未名[3]